# Buddhizmus Lengyelországban

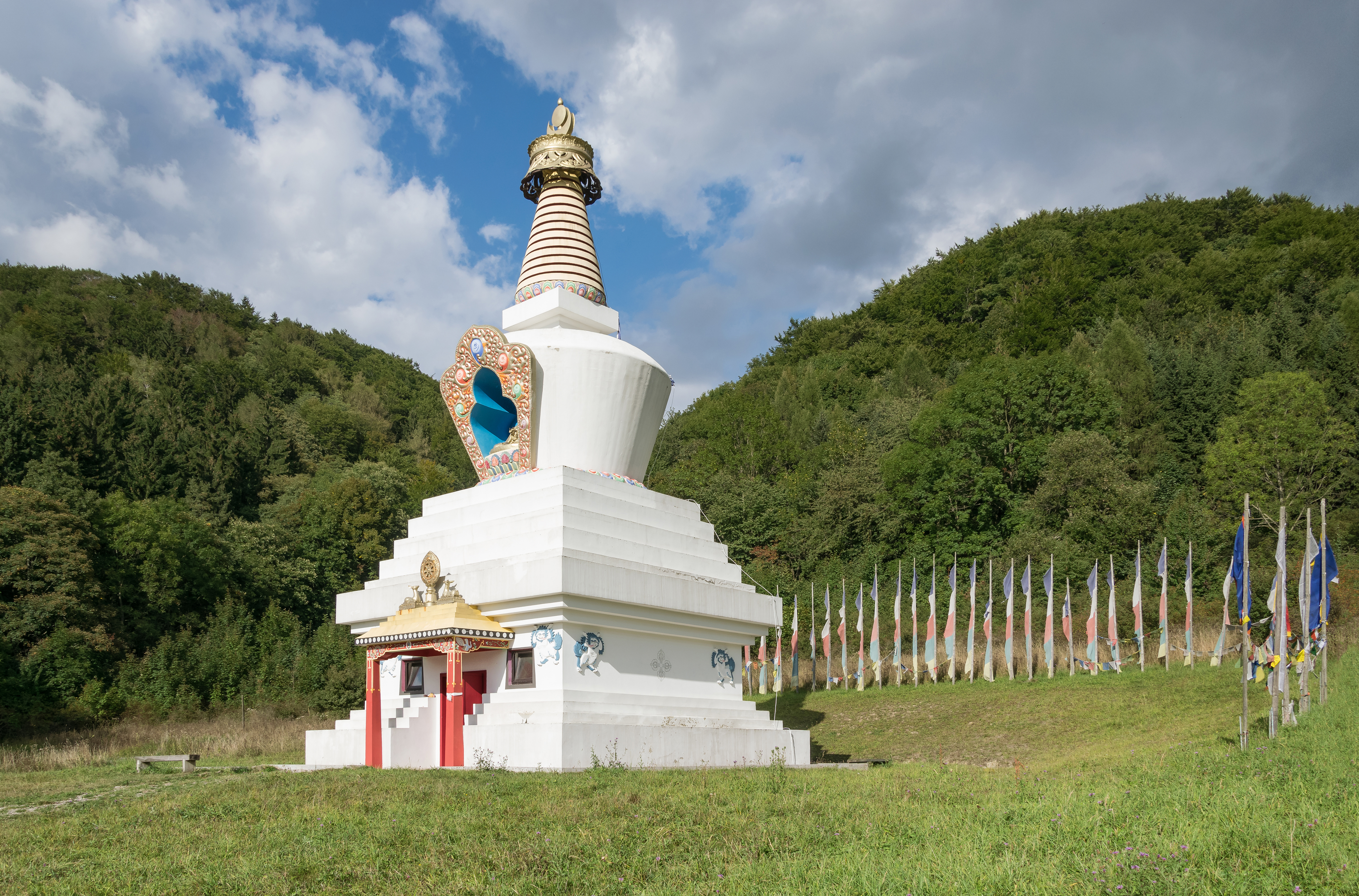
Sztúpa Darnków nevű településen

A buddhizmus Lengyelországban kisebbségi vallásnak számít, ahol a teljes lakosság kevesebb, mint 1%-a buddhista. Lengyelországban a buddhizmus nem számít államilag elfogadott hivatalos vallásnak.
Míg Ázsiában, a hagyományosan buddhista országokban valamelyik buddhista irányzat domináns a többivel szemben, addig Nyugaton a buddhizmust a változatosság és a sokszínűség jellemzi. Európában egy országon belül, sőt, akár egy városon belül is gyakorta több buddhista irányzat és iskola is jelen van.  Ugyanez vonatkozik jelenleg Lengyelországra is.

## Története
A buddhizmus Lengyelországban – csakúgy mint minden más nyugati országban – először buddhista szövegek fordításával és filozófiai elemzésekkel kezdődött. Az első világháború után, amikor Lengyelország elnyerte függetlenségét, a buddhista tanulmányok lengyel hagyománya két kutatási központban történt, Lvivban (ma Ukrajna területén van) és Varsóban. A legfontosabb személyek ekkor Andrzej Gawronski, Stanislaw Schayer, Stanislaw Stasiak, Arnold Kunst és Jan Jaworski voltak. Ezek a tudósok azonban még nem lengyelül, hanem németül, angolul és franciául publikálták írásaikat. A második világháború eseményei a tudóskör végéhez vezettek. A háború elején leégett a varsói egyetem és a könyvtár, és Lviv városát magához csatolta a Szovjetunió. A háború alatt a lengyel orientalisták többségét megölték, a többiek (Stasiak, Regamey, Kunst) elmenekültek Angliába, Svájcba és az Egyesült Államokba.
A filozófiai elemzések, a műfordítások és teozófiai mozgalom révén a buddhizmus egy kevésbé egzotikus jelleget vett fel nyugaton. Néhány nyugati ember buddhista szerzetesi beavatást nyert új átadási vonalak megnyitásával. Lengyelországban ez az 1970-es évek elején történt a lengyel metodista egyház tagjai körében. Ezek a korai vallásváltó emberek később buddhista közösségeket hoztak létre. A buddhizmus többé nem számított elitistának és tömegek számára vált elérhetővé. A lengyel emigráns buddhisták a világ különböző tájain (főleg az Egyesült Államokban és Dániában) szintén hozzájárultak a buddhizmus népszerűsödéséhez.
A 20. század elején az ázsiai bevándorlókkal friss és eredeti buddhisták érkeztek Lengyelországba, elsősorban Vietnamból, Kínából és Koreából.
Lengyelországban jelen vannak a főbb mahájána irányzatok (zen és dzsódo sin) és a vadzsrajána (tibeti buddhizmus). A Nyugati Buddhista Rend Barátainak mozgalma szintén aktív az országban. A Buddhista misszió (Misja Buddyjska) és a Lengyel Buddhista Unió több tucat buddhista szervezetet képviselnek az országban.
2000 májusában a 14. dalai láma, Tendzin Gyaco adta át a Szczecinben található regionális könyvtárban az új buddhista részleget.